# Mistrzostwa Europy w Lekkoatletyce 1969 – rzut oszczepem kobiet
Rzut oszczepem kobiet był jedną z konkurencji rozgrywanych podczas IX Mistrzostw Europy w Atenach. Rozegrano od razu  finał 18 września 1969. Zwyciężczynią tej konkurencji została reprezentantka Węgier Angéla Ránky. W rywalizacji wzięło udział dziesięć zawodniczek z sześciu reprezentacji.

## Rekordy
| Rekord świata     | Jelena Gorczakowa (SUN) | 62,40 | Tokio, Japonia   | 16.10.1964 |
| Rekord Europy     | Jelena Gorczakowa (SUN) | 62,40 | Tokio, Japonia   | 16.10.1964 |
| Rekord mistrzostw | Marion Lüttge (GDR)     | 59,70 | Budapeszt, Węgry | 02.09.1966 |

## Wyniki
| Miejsce | Zawodniczka      | Wynik | Uwagi |
| ------- | ---------------- | ----- | ----- |
| 1       | Angéla Ránky     | 59,76 | CR    |
| 2       | Magda Vidos      | 58,80 |       |
| 3       | Walentina Ewert  | 56,56 |       |
| 4       | Nataša Urbančič  | 55,68 |       |
| 5       | Nina Marakina    | 55,34 |       |
| 6       | Daniela Jaworska | 55,16 |       |
| 7       | Marion Lüttge    | 53,76 |       |
| 8       | Cecylia Bajer    | 50,54 |       |
| 9       | Wiera Sawinkowa  | 46,88 |       |
| 10      | Arja Mustakallio | 40,80 |       |